# (40684) Vanhoeck
(40684) Vanhoeck est un astéroïde de la ceinture principale.

## Description
(40684) Vanhoeck est un astéroïde de la ceinture principale. Il fut découvert le 8 septembre 1999 à Uccle par Thierry Pauwels. Il présente une orbite caractérisée par un demi-grand axe de 2,80 UA, une excentricité de 0,03 et une inclinaison de 3,2° par rapport à l'écliptique.

## Compléments